# 尹士龍
尹士龍（？—？），字見卿，號躍川，浙江寧波府慈谿縣人，民籍，明朝政治人物。

## 生平
嘉靖三十一年（1552年）壬子科浙江鄉試第十九名舉人。嘉靖三十二年（1553年）聯捷癸丑科三甲第九十六名進士。刑部观政，授任福建侯官縣知縣，升刑部主事，历员外、郎中，出知池州府。

## 家族
曾祖尹謙；祖父尹鑑；父尹紳，母顧氏。兄士榮、士良、士元、士英。